# Appartements Bishop Court

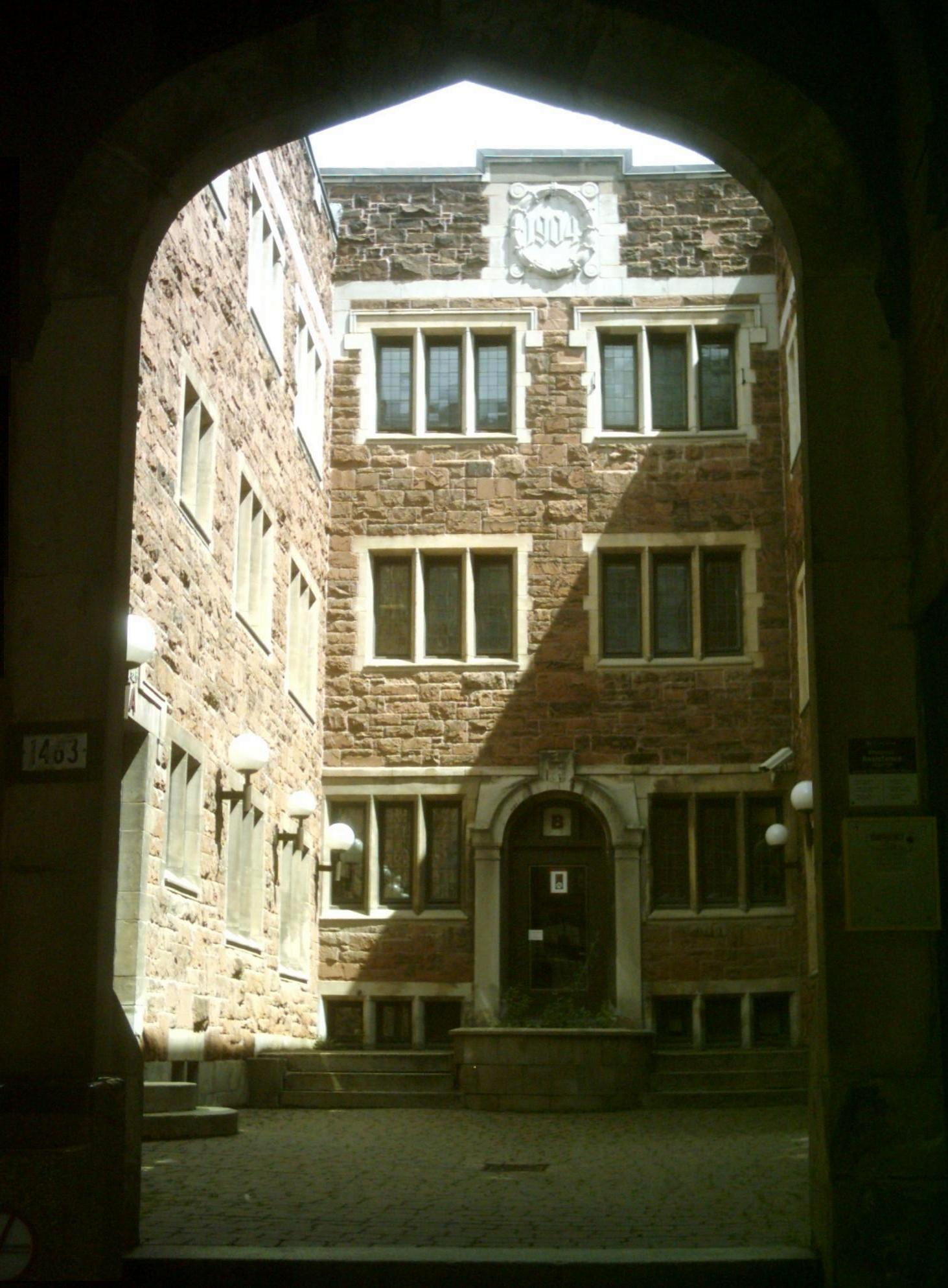
Vue de la cour intérieure

Les appartements Bishop Court sont un complexe résidentiel patrimonial situé au 1463 rue Bishop à Montréal, au sud du boulevard de Maisonneuve.

## Historique
À l'origine le terrain appartenait à l'Association des athlètes amateurs de Montréal qui l'utilisait pour des compétitions de jeux de crosse et de cricket. La construction des appartements ont eu lieu en 1904, les plans du bâtiment sont signés par Charles Jewett Saxe et John Smith Archibald. Le premier propriétaire des appartements fut Robert Neville junior, un menuisier et entrepreneur, il conserva l'édifice jusqu'en 1912.
En 1953, lors de la réalisation du boulevard de Maisonneuve, la ville de Montréal démolit des maisons entre les rues Guy et Stanley. Ceci a pour conséquence que la résidence adjacente des appartements fut démolie et qu'un mur mitoyen aveugle est présent sur le côté du boulevard de Maisonneuve.
En 1975-76, les appartements Bishop Court se sont retrouvés au centre de l'actualité avec la maison Peter Lyall et les appartements Royal George. En effet, des projets de transformation et de démolition menaçaient l'ensemble de ces bâtiments. Malgré l'avis de l'intention du classement émit par le ministère des Affaires culturel, la démolition devait commencer dans l'illégalité, mais l'organisme Sauvons Montréal a réussi à alerter les médias et le public de la menace. En avril 1976, l'État classe la façade et la cour intérieure, mais la maison Peter Lyall et les appartements Royal George ne font pas partie de la protection du ministère. Toutefois, un règlement de zonage contraignant de la ville protège de manière non officielle les deux autres bâtiments. Malgré la protection du gouvernement, l'Université Concordia a pu tout de même convertir l'intérieur de l’édifice avec des bureaux administratifs. L'Université Concordia, qui était propriétaire de l'immeuble depuis 1976, vendit en 2010 pour 3,2 millions de dollars les appartements Bishop Court.

## Architecture
Lors de sa construction en 1904, le bâtiment fut un prototype pour les immeubles résidentiels au Canada de style néo-Tudor. Ce genre d'architecture historicisme était une volonté des canadiens d'origine britannique de revenir aux sources de leur pays, dont le style Tudor était considéré comme étant un des rares styles architecturaux authentiques anglais.
La forme du bâtiment en U provient du type d'aménagement des manoirs de l'Angleterre durant le XVe siècle. Les fenêtres en saillie sont en forme de trapèze et ils sont composés de meneaux et de croisillons en pierre. Le bâtiment possède un arc surbaissé qui donne accès à la cour. La pierre provient probablement de l'Écosse, elle est de couleur rouge taillée en équarrie. Aussi, le l'édifice possède de la pierre de type calcaire blanche taillé.
Lors de sa conception originale, le bâtiment possédait six appartements par ailes, donc un total de 18 logements étaient disponibles.

## Annexe